# MVD Rossii Moskou
MVD Rossii Moskou (Russisch: МВД России), eigenlijk heet deze club Futbolni klub Ministerstva vnutrennich del Rossii (Russisch: Футбольный клуб Министерства внутренних дел России; dat is Voetbalclub van het Ministerie van Binnenlandse Zaken van de Russische Federatie). Het is een Russische voetbalclub uit de hoofdstad Moskou.

## Geschiedenis
De club werd opgericht in 2007 en vertegenwoordigt het Russische Ministerie van Binnenlandse Zaken. Vroeger werd het ministerie vertegenwoordigd door Dinamo Moskou. Er speelden wel enkele jeugdspelers van Dinamo voor Rossii. In 2008 werd de club kampioen van de tweede divisie (derde klasse) en promoveerde zo naar de eerste divisie. Op 17 juli 2009 trok de club zich na 19 gespeelde wedstrijden terug uit de eerste divisie vanwege financiële problemen.